# Castell de Palol d'Onyar
El Castell de Palol d'Onyar és un castell al poble de Palol d'Onyar, situat al Gironès. És una obra declarada bé cultural d'interès nacional. El castell té adossada l'església de Sant Sadurní.

## Descripció
Casal que manté l'estructura de castell malgrat haver estat molt modificat. Per un portal adovellat s'accedeix a l'antic pati d'armes que comunica amb els estatges de la casa i la capella. El conjunt, situat sobre un turó, té els murs dels costats nord i oest atalussats; el mur nord presenta diverses espitlleres. El parament de maçoneria ha estat arrebossat i les obertures tenen emmarcaments de pedra ben escairada.

## Història
Casa fortificada, documentada per primera vegada al 1279. El 1350 el castell fou donat per Dalmau de Palol a la seva filla Sibil·la. Es creu que fou acabat durant el segle xiii o XIV, i està documentat del segle XIV. Al segle xiv era propietat de la família de Palol. Quan es va convertir en parròquia, els senyors van conservar el dret sobre la capella però es va obrir una porta lateral que comunica amb l'exterior.

## Galeria d'imatges

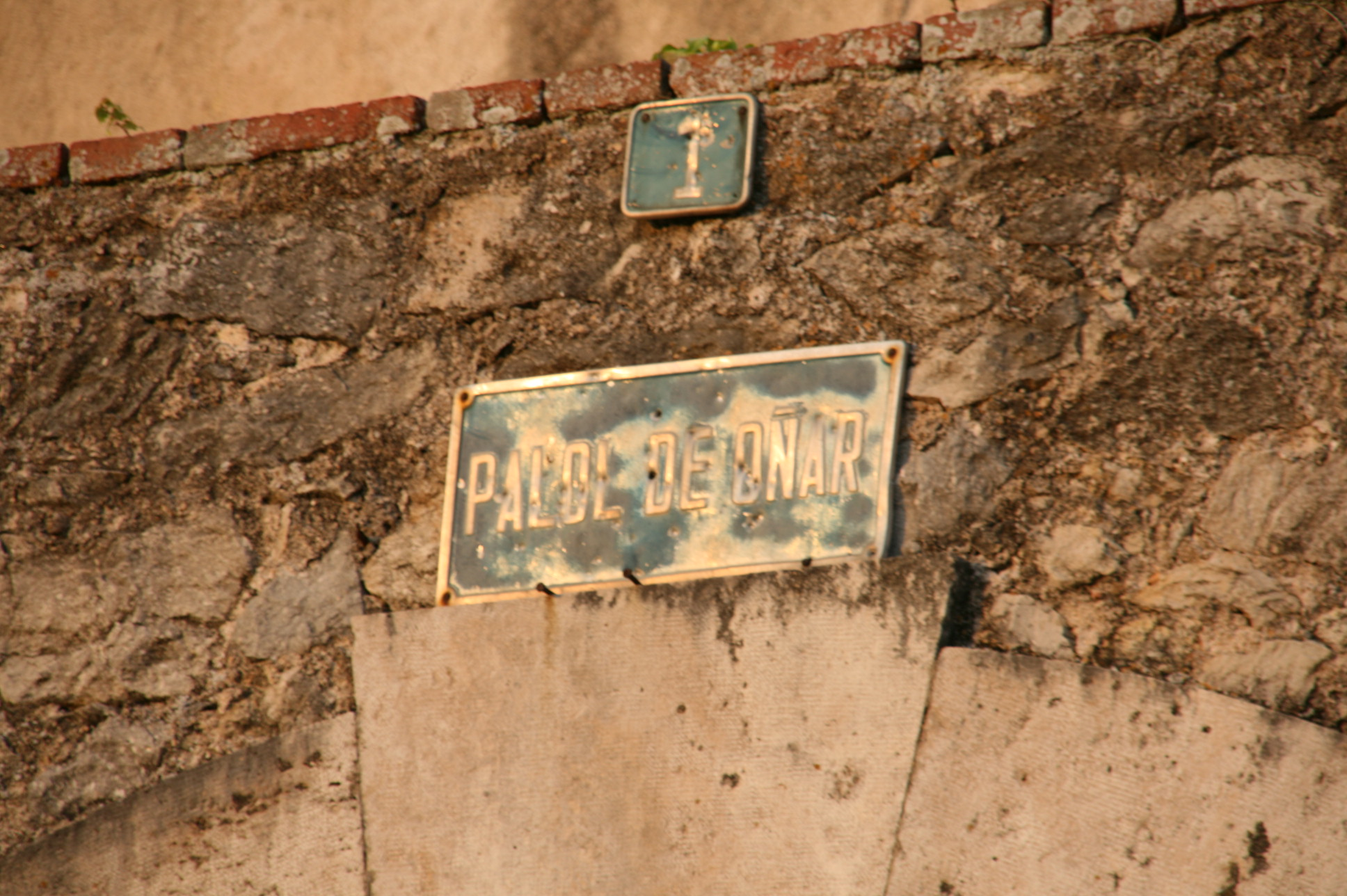
Placa amb el número de l'edifici i el nom de la població en castellà (Palol de Oñar)
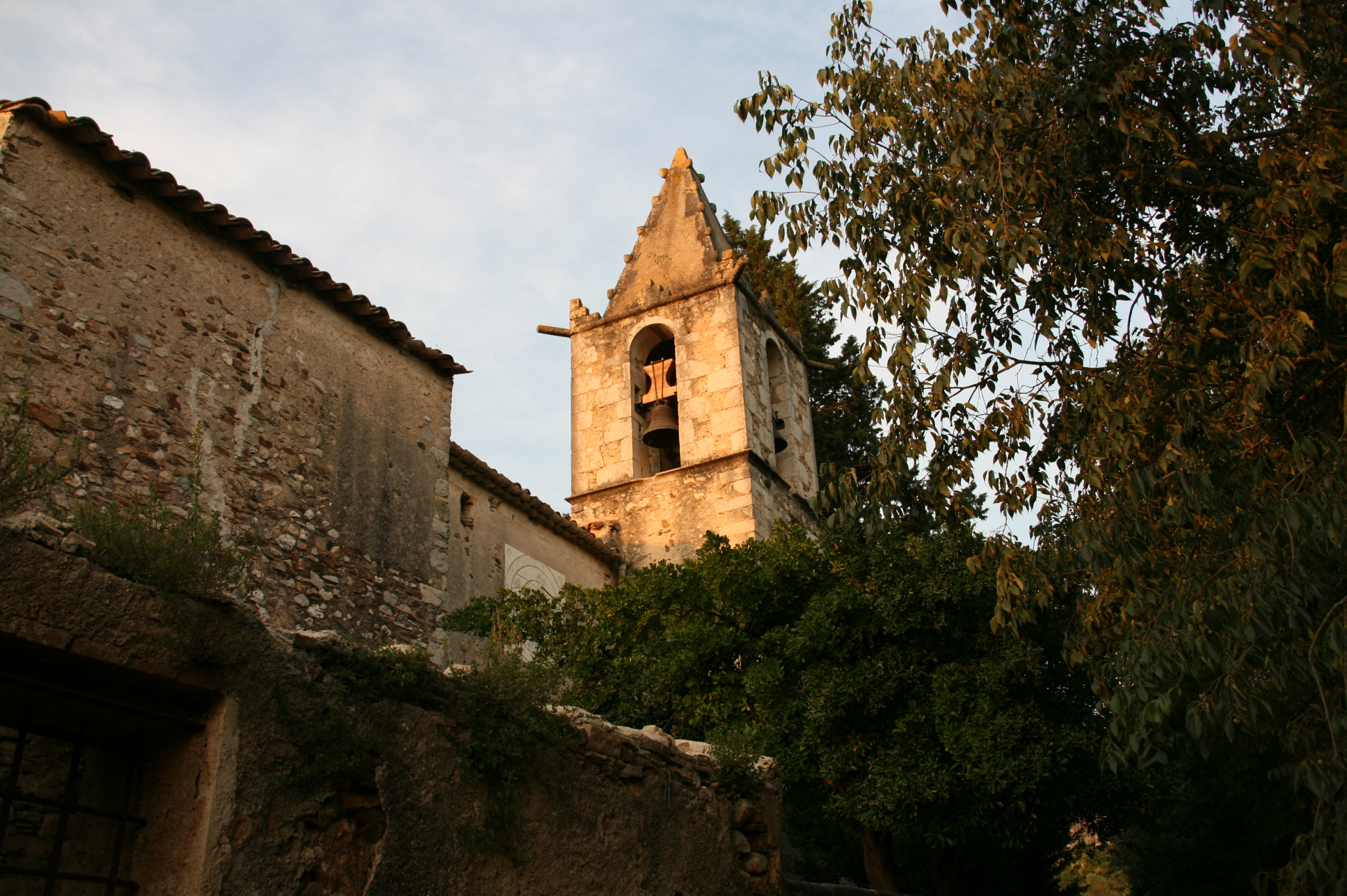
Vista del campanar de l'església de Sant Sadurní, adossada al castell